# Saint-Vincent-des-Landes
Saint-Vincent-des-Landes là một xã thuộc tỉnh Loire-Atlantique, trong vùng Pays de la Loire ở phía tây nước Pháp. Xã này nằm ở khu vực có độ cao trung bình 55 mét trên mực nước biển. Theo điều tra dân số năm 1999 của INSEE, xã có dân số 1323 người.